# Pentatomidae
I Pentatomidi (Pentatomidae Leach, 1815) sono una famiglia di insetti dell'ordine dei Rhynchota, comprendente oltre 4100 specie.

## Importanza

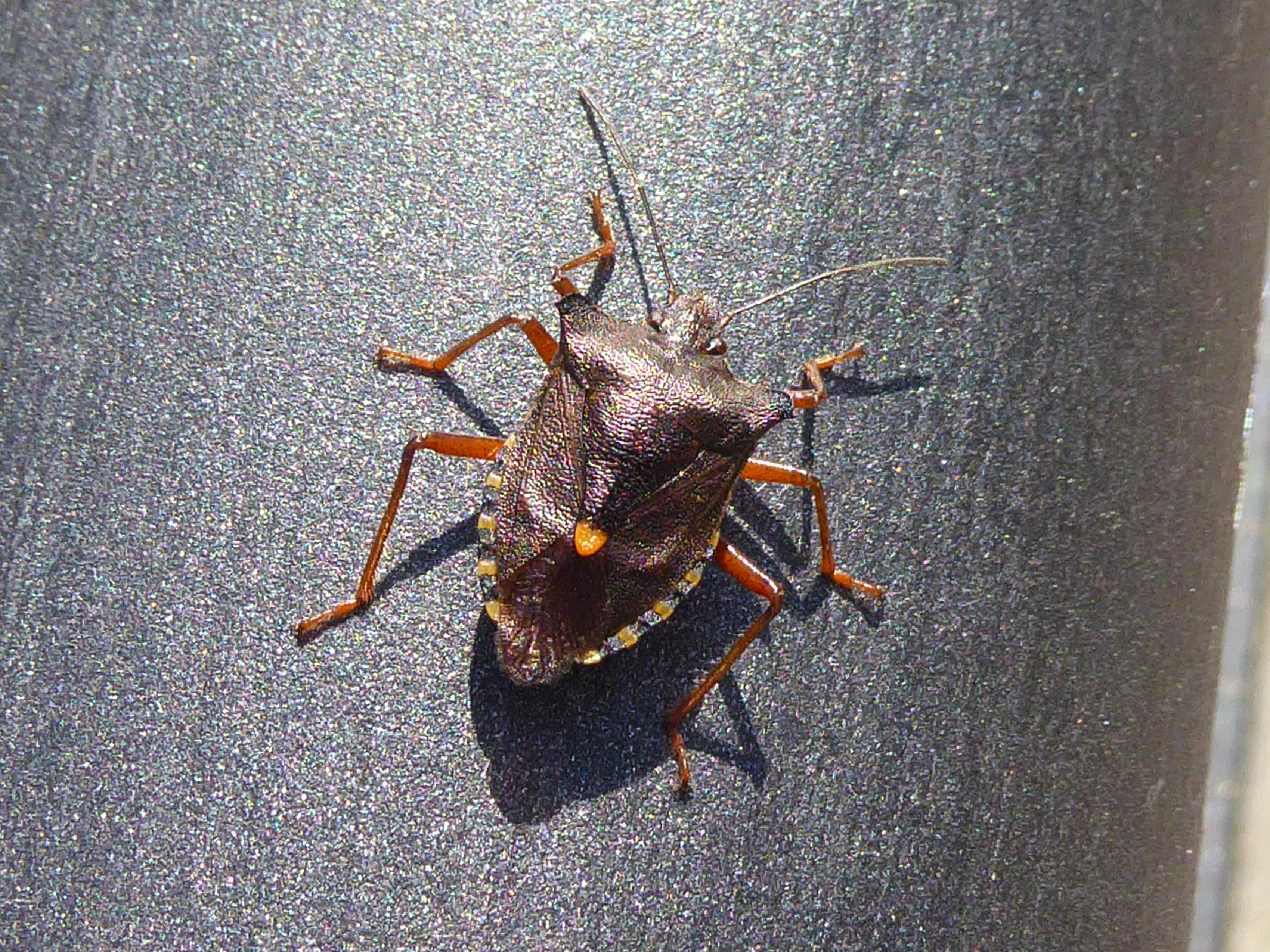
Pentatoma rufipes

I Pentatomidi costituiscono una delle famiglie più importanti fra gli Eterotteri, per il numero di specie, per la larga distribuzione e per l'importanza economica di diverse specie di interesse agrario.
Per le medie dimensioni e per l'aspetto inconfondibile, anche se si tratta di caratteri estesi in generale a tutta la superfamiglia dei Pentatomoidea, e per il fatto di essere piuttosto comuni, sono di facile riconoscimento anche per i profani. Il nome comune di cimice, infatti, anche se a rigore fa riferimento all'intero sottordine degli Eterotteri, è utilizzato per antonomasia per indicare insetti appartenenti alla superfamiglia.

## Descrizione

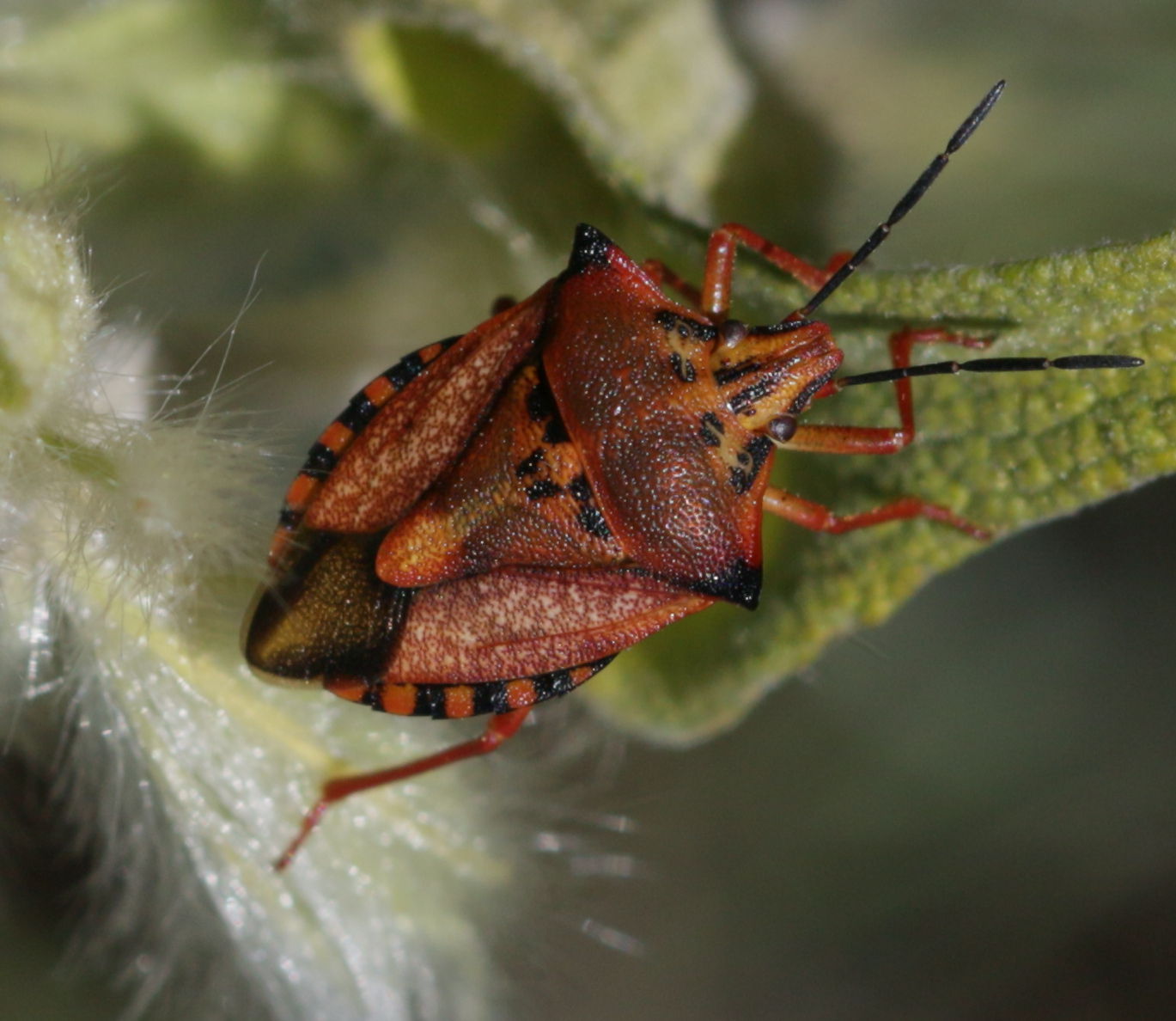
Carpocoris mediterraneus atlanticus

I Pentatomidi hanno corpo di medie dimensioni e nella generalità dei casi corto e con un profilo subpentagonale, da cui deriva il nome della famiglia e, per estensione, della superfamiglia. Non mancano tuttavia forme dal profilo ovoidale o oblungo. Il dorso è più o meno appiattito, mentre il ventre è convesso. La livrea è più o meno uniforme, con colori che variano dal verde al giallastro al brunastro, ma sono frequenti le specie con livree a colori vivaci, talvolta con riflessi metallici o con disegni in contrasto.

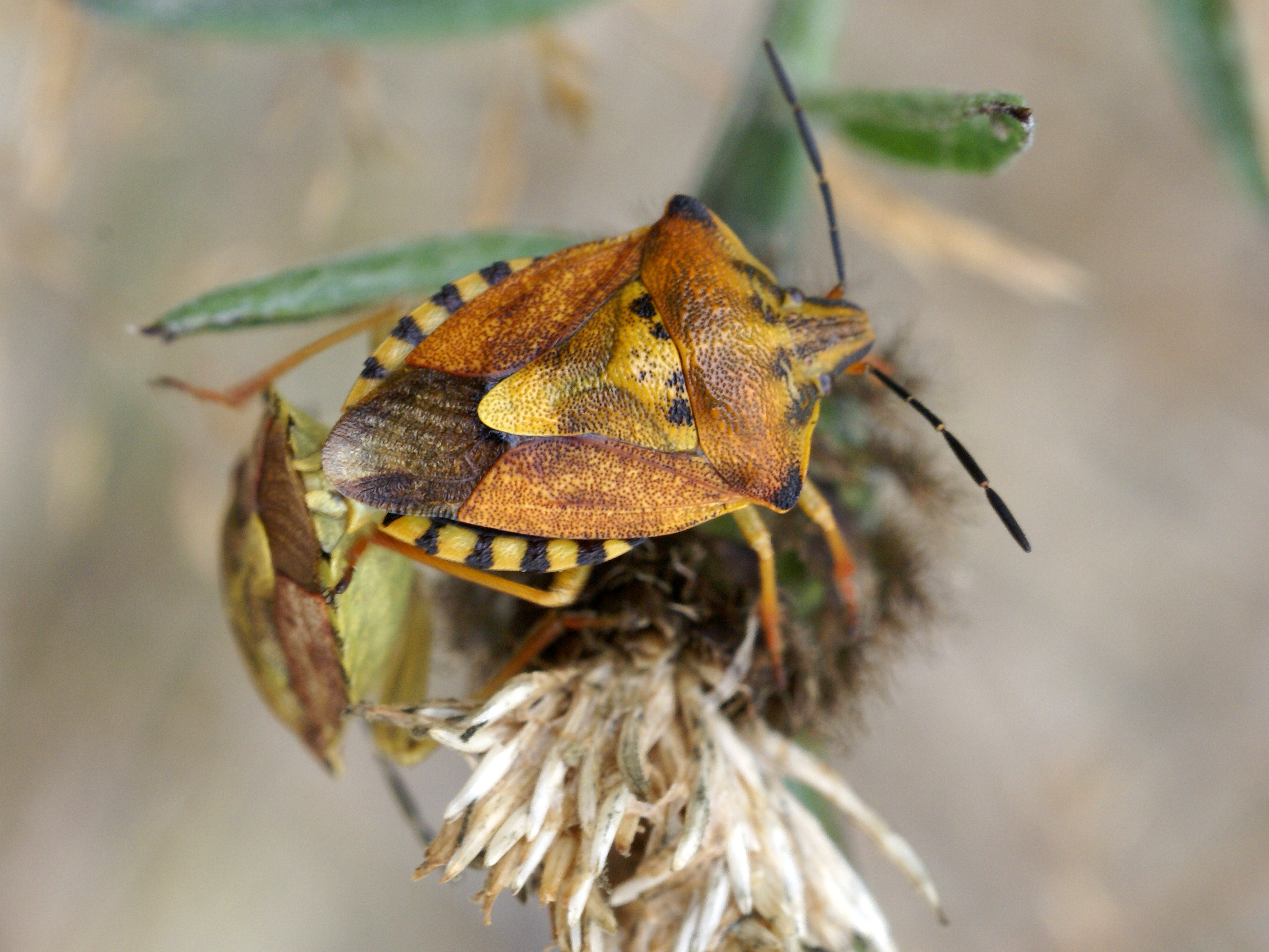
Carpocoris purpureipennis

Il capo è relativamente piccolo, provvisto di due ocelli e con antenne in genere composte da 5 articoli. Il pronoto è largo e breve ed ha i margini laterali vistosamente angolati. Il mesoscutello è ben sviluppato, di forma subtriangolare; si prolunga posteriormente fino alla base della membrana delle emielitre, ricoprendola in parte, ma nella maggior parte delle specie non ricopre il corio e buona parte della membrana. Le emielitre sono ben sviluppate ed hanno una membrana percorsa da 5-12 nervature. Le zampe hanno tarsi composti in genere 3 segmenti (due nelle Cyrtocorinae).
L'addome presenta le tipiche espansioni laterali appiattite degli uriti sporgenti rispetto alle emielitre e facilmente visibili, in genere, per la colorazione alternata. Come la generalità dei Pentatomomorfi, sono presenti sensilli tricoidei alloggiati in apposite fossette (tricobotri).

## Biologia

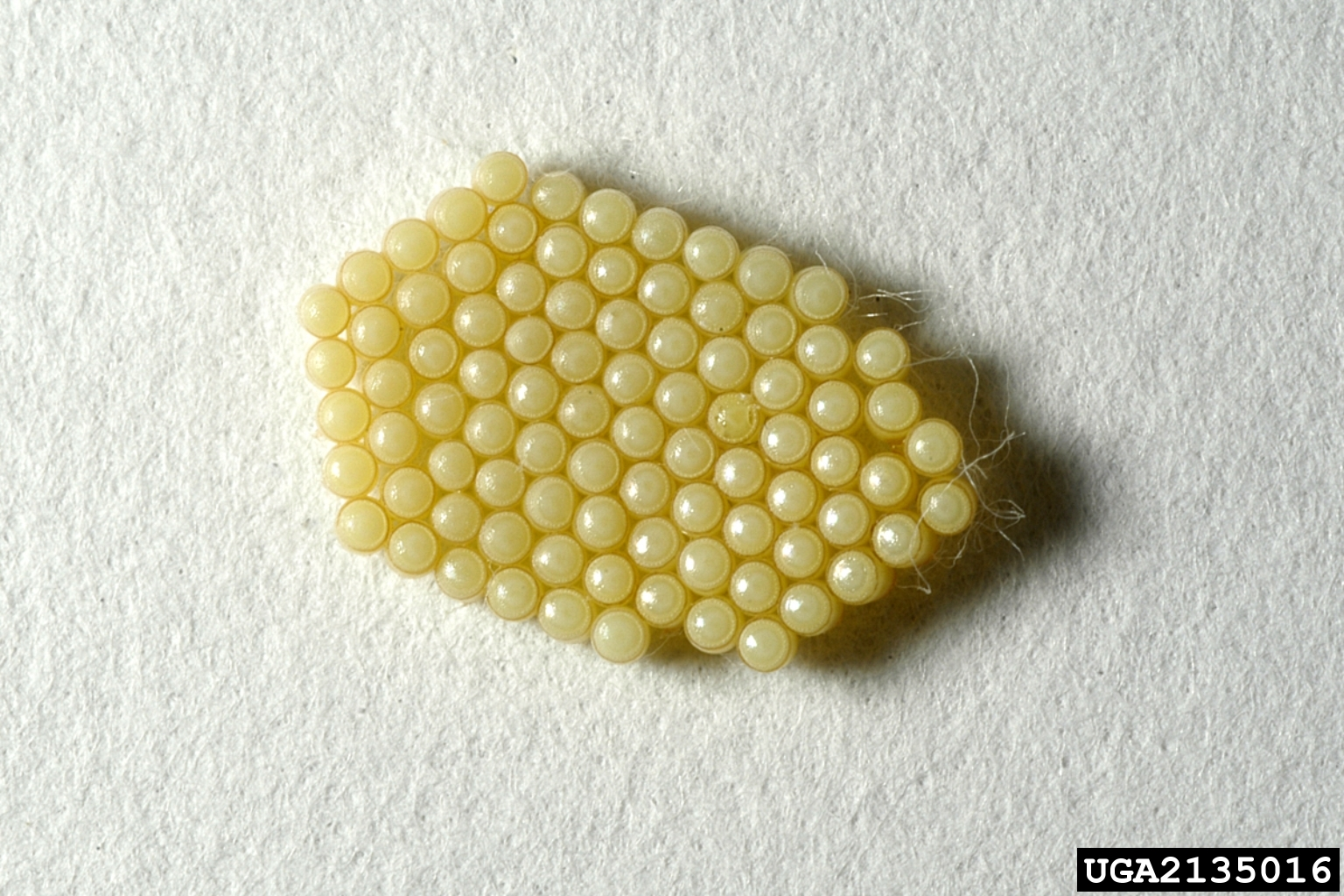
Ovatura di Nezara viridula

Dopo l'accoppiamento, le femmine depongono sulle foglie gruppi di uova (ovature), disposte in modo geometricamente ordinato e appressate, in numero variabile, talvolta anche fino a 400. Le uova hanno comunemente la forma di un barilotto, oppure sono cilindriche o sferiche. Il polo superiore è opercolato.
Il regime dietetico è variabile. La maggior parte delle specie è fitofaga e si nutre a spese di un numero elevato di specie botaniche, fra cui molte piante erbacee di interesse agrario (legumi, solanacee, ortive in generale, cotone, riso e altri cereali, graminacee in generale, ecc.). In genere prevale la polifagia, ma non mancano casi di specie con una tendenza alla monofagia o all'oligofagia.

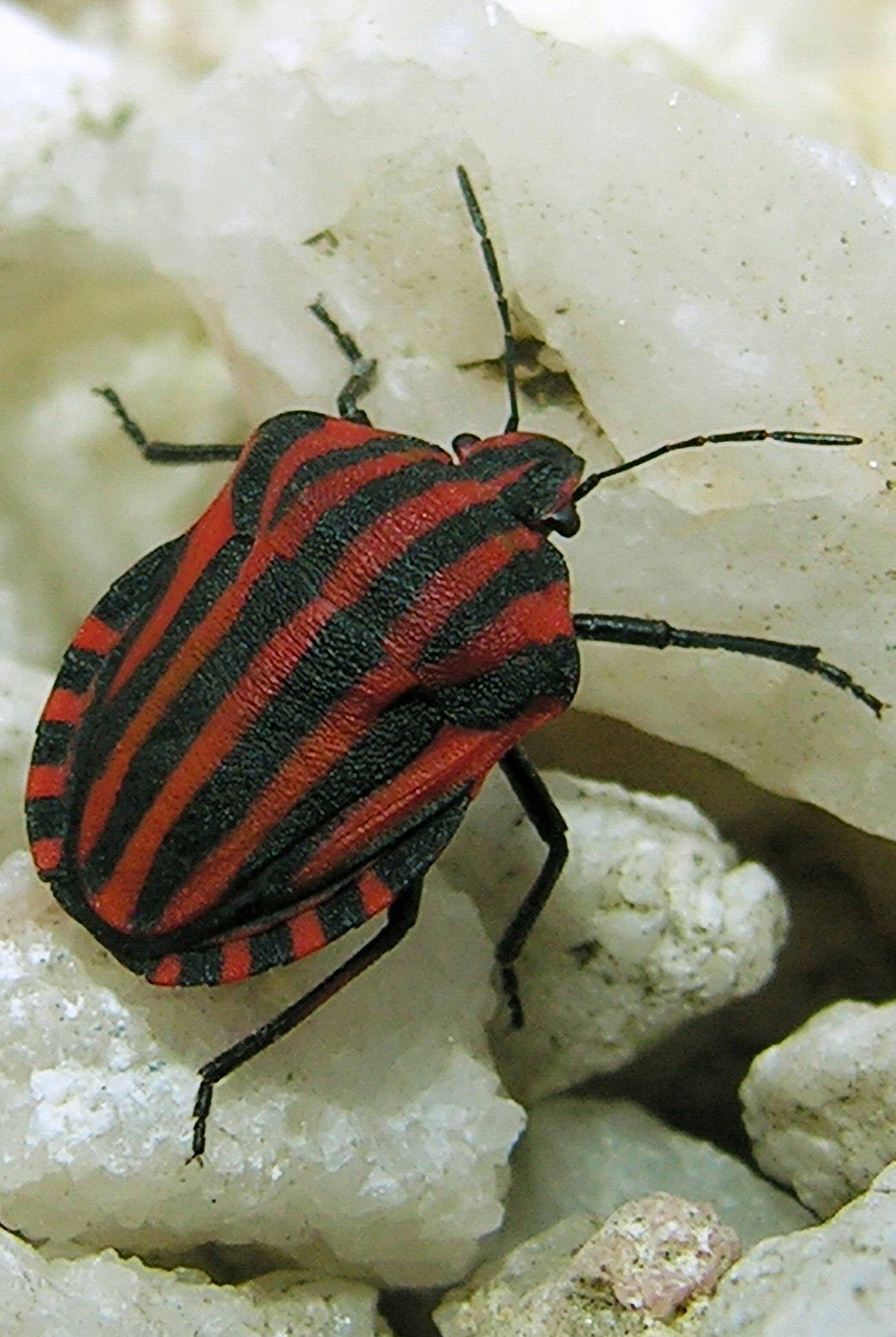
Graphosoma italicum

Nell'ambito delle Asopinae sono frequenti specie i cui adulti hanno un regime alimentare strettamente zoofago oppure misto, mentre le forme giovanili sono fitofaghe. Le specie zoofaghe si comportano come predatrici di uova o stadi larvali di altri insetti (come le larve di Charidotella sexpunctata). Una singolarità dei Pentatomidi è che anche le specie prettamente fitofaghe sono potenzialmente zoofaghe, per quanto questo comportamento sia poco frequente.
In varie specie di Pentatomidi si può riscontrare la tendenza all'aggregazione. Il gregarismo si riscontra nelle fasi svernanti, rappresentate dagli adulti, che migrano in gruppo verso i siti di svernamento per poi tornare in massa sulla vegetazione ospite nella successiva primavera. Questo comportamento può rappresentare una potenziale causa di danno economico su alcune colture agrarie; è il caso, ad esempio, della Cimice del Grano (Aelia rostrata), che in Europa può attaccare in massa le colture dei cereali autunno-vernini producendo danni di particolare gravità.
Come la maggior parte degli Eterotteri, anche i Pentatomidi si difendono rilasciando una sostanza fortemente revulsiva, secreta dalle ghiandole odorifere metatoraciche. Il secreto ha un odore caratteristico, associabile vagamente alle mandorle amare, ed ha effetto repellente nei confronti dei grossi predatori. Le loro colorazioni tanto vistose sono interpretate come livree di ammonimento (colorazioni sematiche o aposematiche), ed i predatori vertebrati imparano rapidamente a distinguere ed evitare queste disgustose prede.
In passato la sostanza repellente, seccata e polverizzata, era impiegata per rinforzare la componente odorosa dell'acido prussico.

## Sistematica

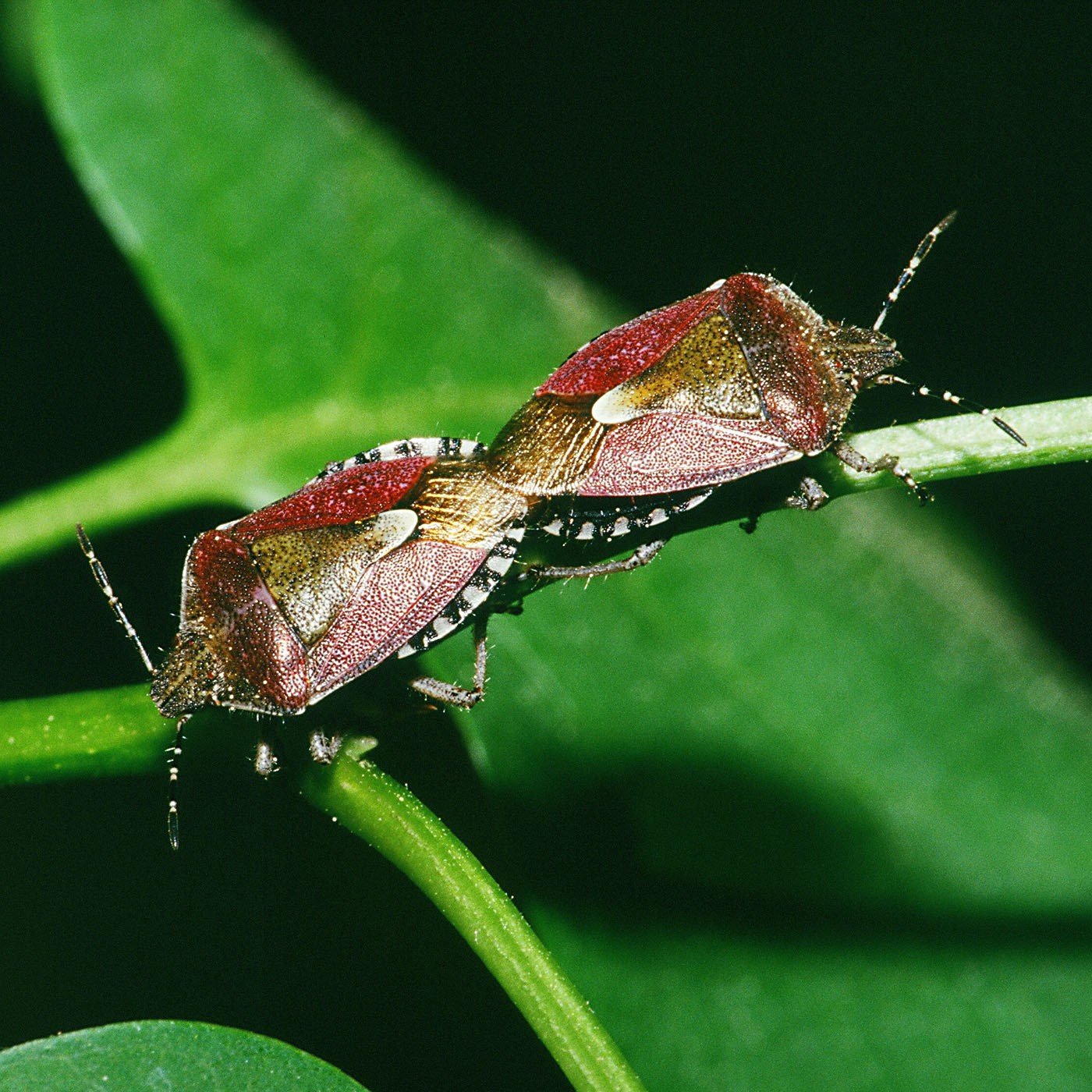
Dolycoris baccarum

Fin dal XIX secolo, la sistematica dei Pentatomidi è stata incerta e controversa e a tutt'oggi è ancora oggetto di revisione e discussione e si riflette sulla sistematica dell'intera superfamiglia. Nell'ambito dei Pentatomoidea, infatti, vi sono state e vi sono ancora interpretazioni discordanti in merito all'inquadramento di diversi gruppi sistematici, da alcuni Autori considerati come famiglie distinte e da altri come sottofamiglie, la maggior parte delle quali risulterebbe inclusa nella famiglia dei Pentatomidi sensu lato. Nel corso dei decenni, pertanto, si sono succeduti differenti schemi tassonomici che suddividevano la famiglia in un numero variabile, secondo gli Autori, da 2 a 13 sottofamiglie. Il quadro tassonomico dei Pentatomidi, perciò, varia anche sensibilmente secondo l'epoca e secondo l'autore.
Fra le interpretazioni più recenti da parte degli studiosi degli Eterotteri, tendono ad una sostanziale convergenza le suddivisioni tassonomiche di SCHUH & SLATER e RIDER. Nell'ambito dei Pentatomoidei, i due schemi tassonomici discordano in merito alla posizione sistematica di due raggruppamenti:

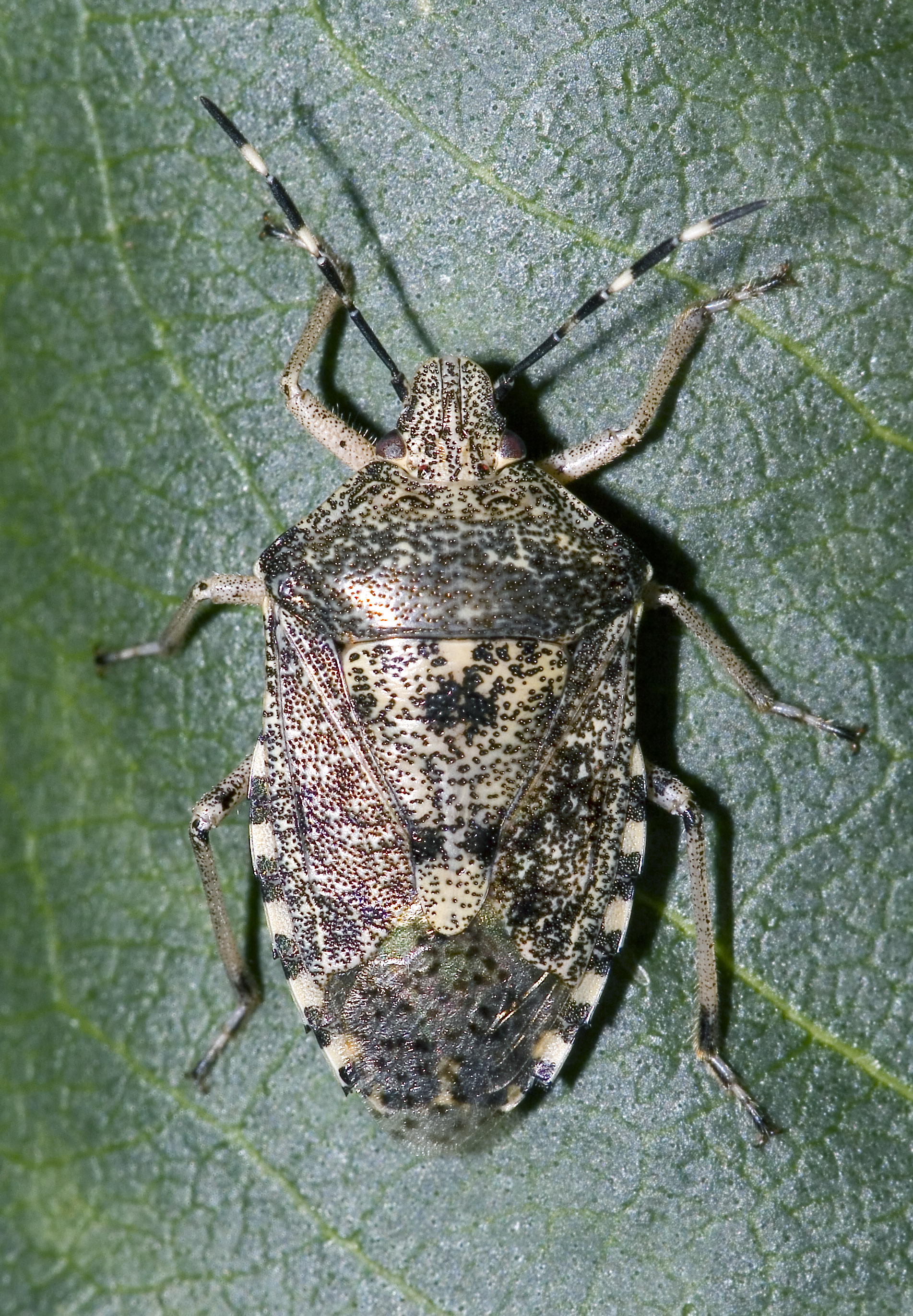
Rhaphigaster nebulosa

- La famiglia degli Aphylidae (sensu SCHUH & SLATER) è da RIDER considerata al rango di sottofamiglia nei Pentatomidae (Aphylinae).
- La famiglia dei Thyreocoridae (sensu RIDER) è considerata da SCHUH & SLATER al rango di sottofamiglia dei Cydnidae.

A prescindere dalle suddette divergenze, entrambe le interpretazioni riducono l'ambito tassonomico dei Pentatomidi, separandone alcuni raggruppamenti come famiglie a sé stanti (Thaumastellidae, Scutelleridae, Plataspididae, Tessaratomidae). Adottando la suddivisione di SCHUH & SLATER, la famiglia risulta composta dalle seguenti sottofamiglie:
- Asopinae
- Cyrtocorinae
- Discocephalinae
- Edessinae
- Pentatominae
- Phyllocephalinae
- Podopinae
- Serbaninae
- Stirotarsinae

## Danni alle colture

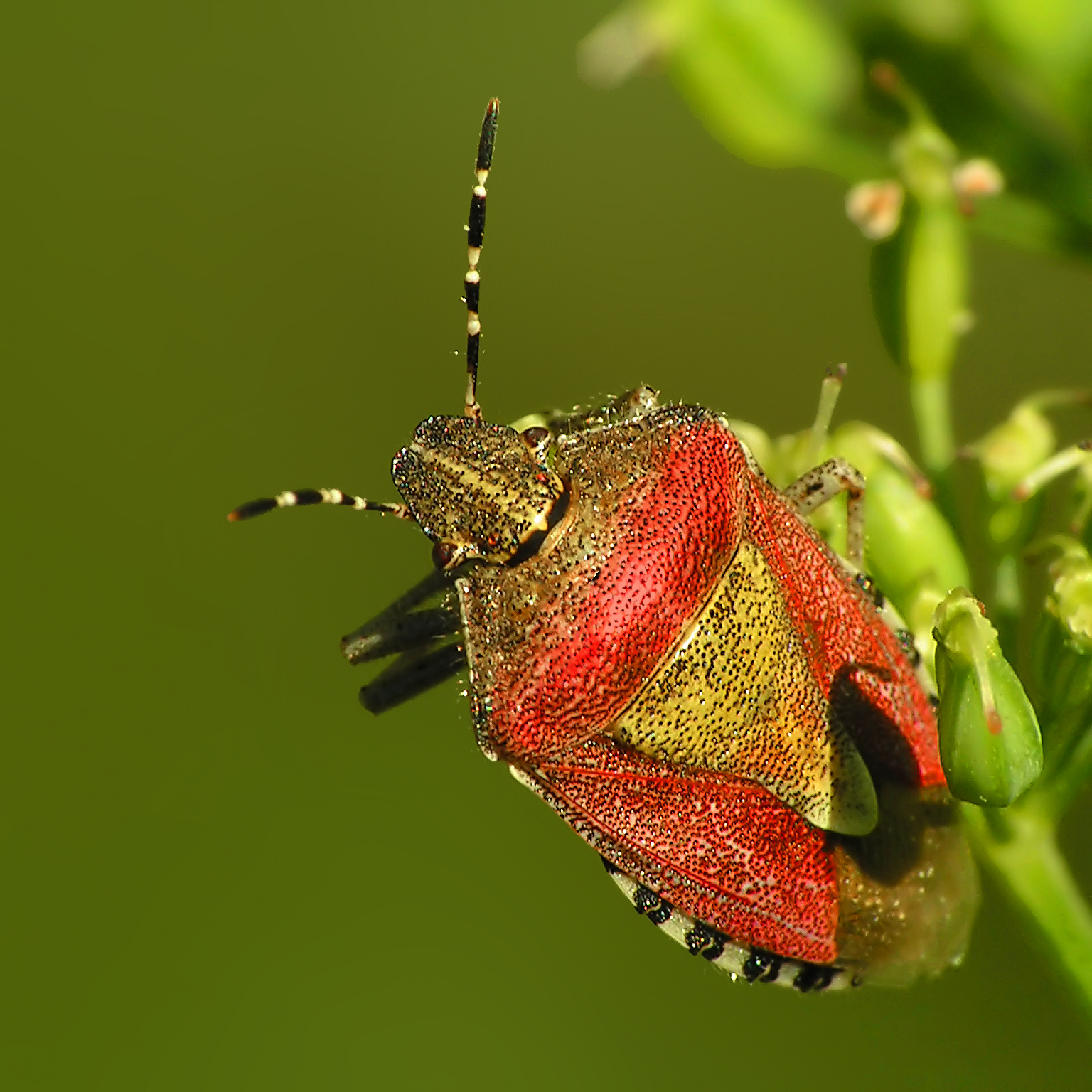
Troilus luridus

Nell'ambito dell'ordine dei Rincoti, l'importanza economica dei Pentatomidi, relativamente alle specie dannose di interesse agrario, è seconda solo a quella degli Omotteri. I danni prodotti dai Pentatomidi sono generici, in quanto causati anche da altri Eterotteri fitofagi (ad esempio, frequentemente i Miridi). Consistono nella decurtazione della produzione dovuta alla sottrazione della linfa, alle alterazioni prodotte dalle punture e, infine, al rilascio sul prodotto di sapori sgradevoli dovuti alla secrezione delle ghiandole odorifere.
Le punture sono esercitate principalmente sugli steli, sulle foglie e sulle gemme. La gravità del danno dipende dalla pianta, dall'organo attaccato e dall'intensità degli attacchi. Possono consistere in necrosi più o meno diffuse, fino ad estesi disseccamenti dell'organo, alterazioni morfologiche, come ad esempio il ripiegamento di steli e germogli, alterazioni istologiche dovute alla reazione dei tessuti vegetali all'azione biochimica della saliva iniettata. L'alterazione istologica più comune è il cono salivare, che consiste in un indurimento del tessuto, una sorta di grumo, in corrispondenza della puntura.

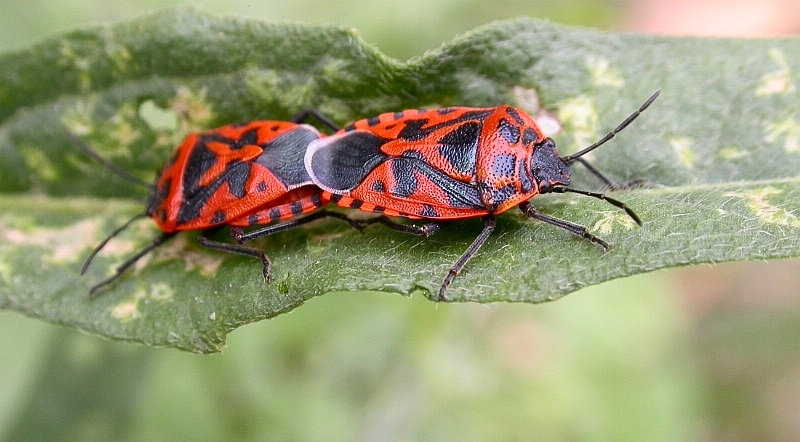
Eurydema ventralis

Gli adulti tendono ad attaccare facilmente i fiori e i giovani frutti in accrescimento, sia carnosi (frutta propriamente detta) sia secchi (cariossidi, acheni, ecc.). In questi casi i danni sono essenzialmente di due tipi. L'attacco sui fiori ne provoca la devitalizzazione e impedisce l'impollinazione e il successivo sviluppo dei frutti. Il fenomeno, genericamente detto aborto fiorale o aborto traumatico, può provocare danni di notevole entità in caso di attacchi massicci, perché si ripercuote direttamente - in termini quantitativi - sulla produzione. L'attacco sui frutti in accrescimento provoca invece deformazioni e alterazioni fisiologiche e istologiche che possono portare ad un deprezzamento del prodotto o ad una perdita totale dei requisiti di commercializzazione. La tipologia del danno ai frutti cambia secondo la specie agraria attaccata, in ogni modo si tratta di danni che possono essere provocati anche da altri Eterotteri come, ad esempio, i Miridi e i Coreidi.

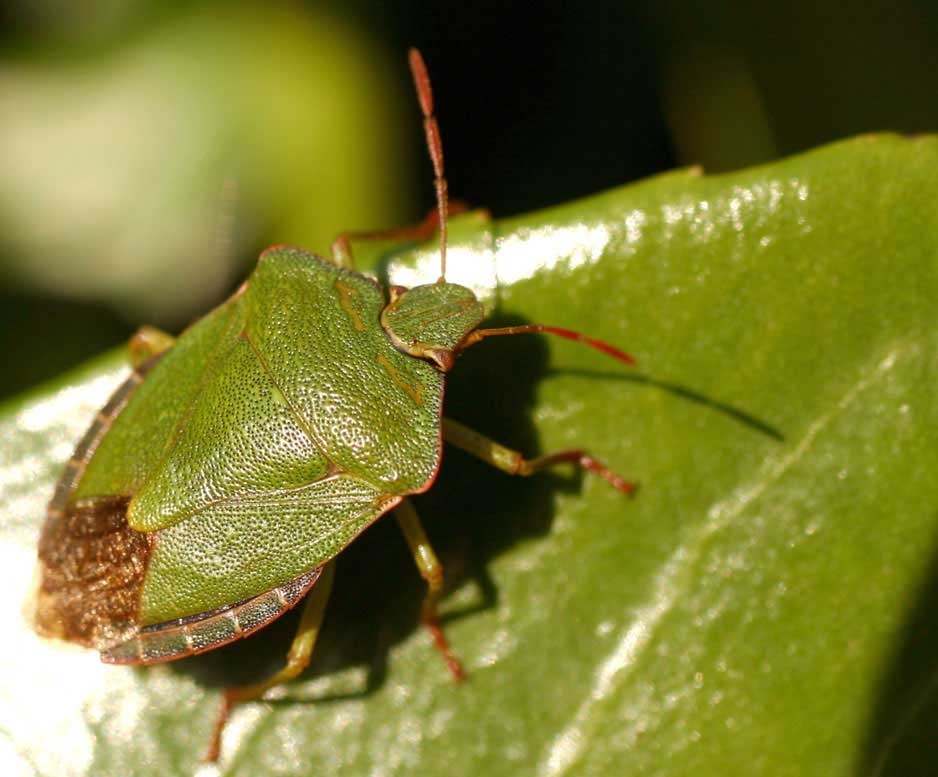
Palomena prasina

Ad esempio, nelle pere e in generale in tutte le Pomacee, provoca o accentua il fenomeno della litiasi o pietrosità. Questo fenomeno consiste in una lignificazione puntiforme della polpa, fisiologico entro certi limiti in molte varietà di pere, soprattutto nelle parti superficiali del frutto. La litiasi deprezza fortemente il frutto se supera una certa soglia, in quanto altera drasticamente la consistenza della polpa.
Diversi Pentatomidi, in Italia e in Europa, sono agenti del cimiciato delle nocciole, una delle alterazioni più gravi a carico del nocciolo. Questa alterazione, prodotta dalle punture sui frutti già sviluppati, provoca la necrosi del gheriglio rendendolo non commestibile. La particolare gravità è dovuta al fatto che le nocciole, all'esterno, non presentano evidenti sintomi dell'alterazione.
Di particolare gravità sono anche gli attacchi ai frutti delle colture erbacee industriali (cereali ed oleoproteaginose quali la soia, il girasole, ecc.) in quanto possono produrre drastiche riduzioni delle rese o rendere inutilizzabile il prodotto per la trasformazione industriale. Sulle colture ortive, infine, i danni possono avere intensità variabili dal semplice deprezzamento del prodotto (danni di natura estetica) alla perdita totale dei requisiti merceologici. A questi danni si aggiunge anche il conferimento di sapori sgradevoli dovuti al secreto delle ghiandole odorifere.

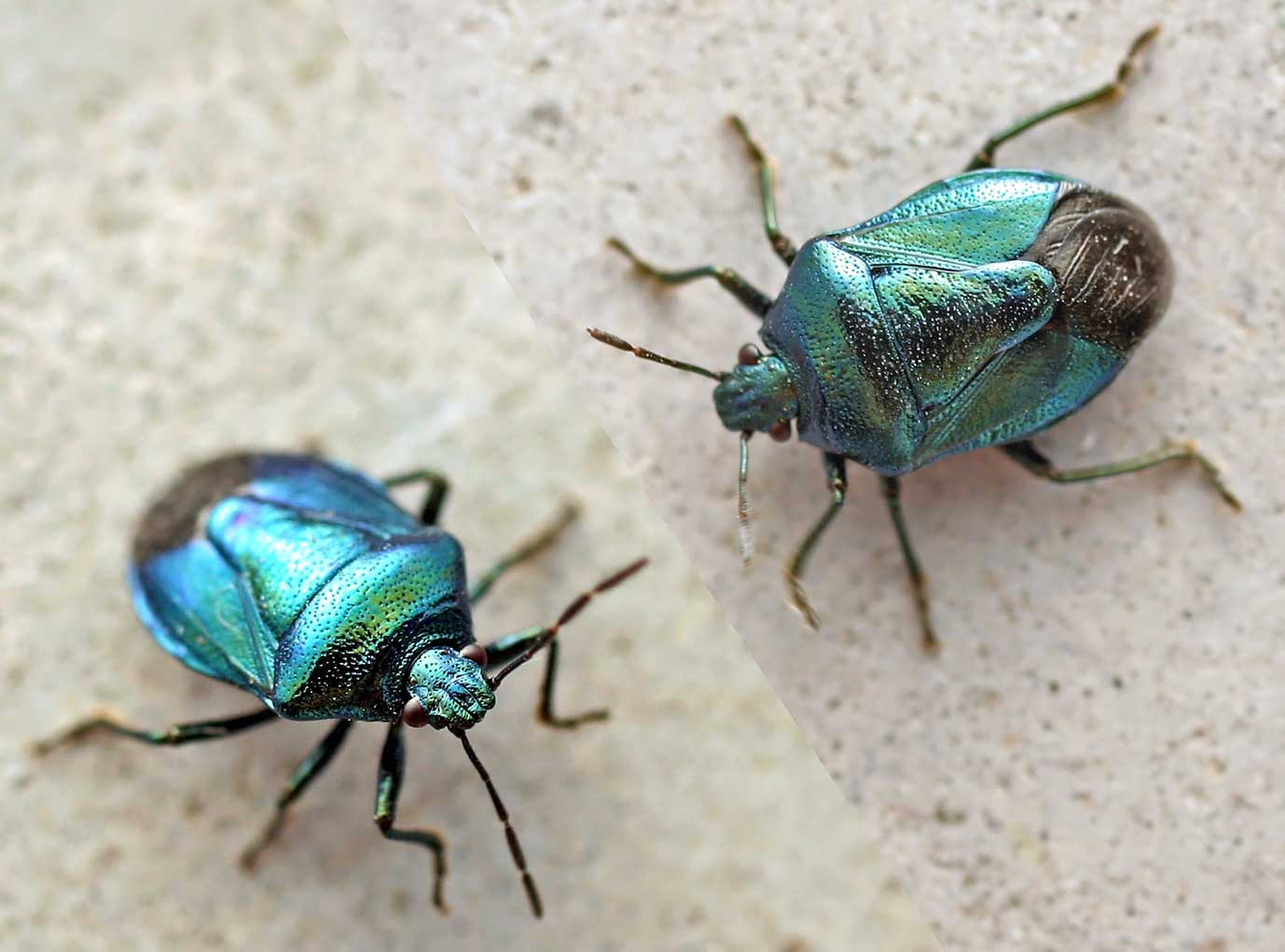
Zicrona caerulea, specie utile perché entomofaga

La dannosità dei Pentatomidi è aggravata anche dalla loro etologia: in generale si tratta di insetti a regime alimentare polifago, gli adulti sono discreti volatori e si muovono con facilità e spesso hanno anche istinti gregari. Questi comportamenti li rendono agenti di danno occasionali, ma nello stesso tempo imprevedibili, a differenza di quanto avviene invece per gli Omotteri.
I Pentatomidi sono infine occasionali vettori di agenti patogeni quali i Virus.
Fra le specie di particolare interesse agrario a diffusione paleartica, in generale comuni anche in Italia si citano le seguenti 
- Palomena prasina LINNAEUS. Specie comune e polifaga, attacca piante erbacee ed arboree. Gli adulti attaccano preferibilmente i frutti. Insieme al Gonocerus acuteangulatus (Rhynchota: Coreidae) rappresenta in Italia uno dei principali agenti dell'aborto traumatico e del cimiciato delle nocciole.
- Rhaphigaster nebulosa PODA. Specie comune e polifaga attacca prevalentemente le gemme di piante arboree ed erbacee. È anche uno degli agenti dell'aborto traumatico e del cimiciato delle nocciole.
- Aelia rostrata BOH. Nota come Cimice del Grano, è uno degli Eterotteri più dannosi alle coltivazioni dei cereali autunno-vernini (frumento, orzo)
- Carpocoris ssp. Comprende specie polifaghe occasionalmente dannose nei confronti dei fruttiferi e del nocciolo.
- Piezodorus lituratus FABRICIUS. Specie associata in primavera a Leguminose coltivate o spontanee, in estate si riversa sui fruttiferi attaccando prevalentemente la frutta.
- Nezara viridula LINNAEUS. Specie di origine americana è diventata cosmopolita e molto comune. Ha un regime dietetico polifago e si rivela particolarmente dannosa nei confronti delle colture erbacee industriali, fra le quali, in particolare il pomodoro.
- Dolycoris baccarum LINNAEUS. Specie comune ed estremamente polifaga può causare gravi danni a coltivazioni sia arboree da frutto sia erbacee.
- Eurydema ventralis KLT. Specie comune, attacca prevalentemente le Crucifere.
- Halyomorpha halys Stål. Specie asiatica di recente introduzione in Europa e Nordamerica.

## Alimentazione umana

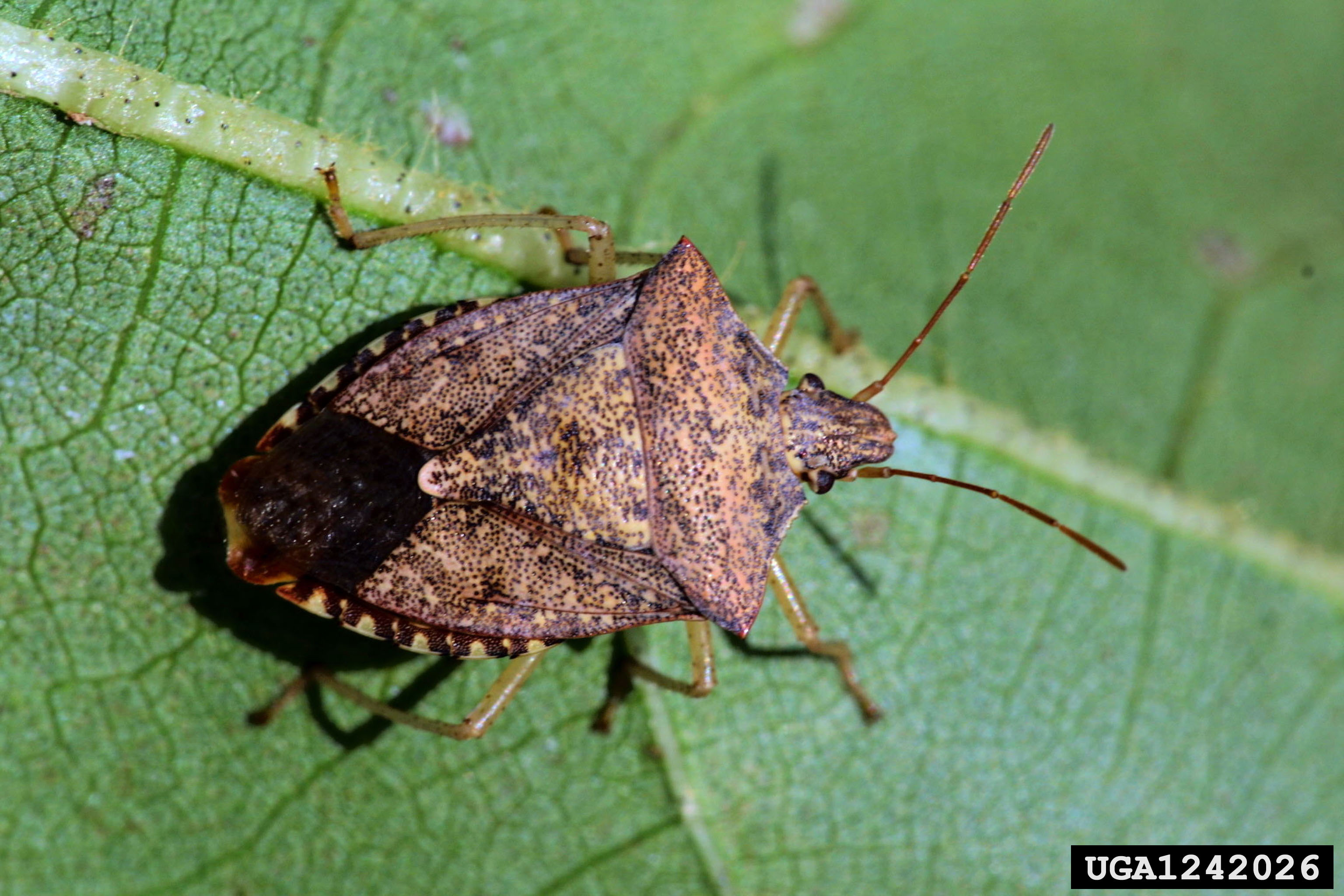
Euschistus servus

Come per molti altri Eterotteri di medie o grandi dimensioni, anche i Pentatomidi possono avere un interesse locale come risorsa alimentare in grado di integrare il fabbisogno proteico. L'uso di Pentatomidi nell'alimentazione umana è citato in vari contesti. Un problema relativo all'uso alimentare dei Pentatomidi è la necessità di eliminare con trattamenti preliminari il sapore sgradevole dovuto al secreto delle ghiandole metatoraciche; non mancano tuttavia realtà in cui tali insetti sono consumati anche crudi, a dispetto dell'effetto collaterale.
In Messico sono usate diverse specie che fanno capo ai generi Edessa, Euschistus e Pharylpia, comunemente chiamate jumiles. I jumiles vengono mantenuti in vita e venduti in "confezioni" di pochi esemplari. Sono consumati in vari modi, sia crudi sia dopo cottura. La letteratura cita che la credenza popolare attribuisce a questi insetti proprietà curative oltre a quelle nutritive. Il consumo da crudi sarebbe diffuso fra gli strati sociali poveri, mentre in generale, per annullare l'effetto sgradevole, si ricorre alla frittura o all'arrostitura e al taglio con salse (es. il chili).

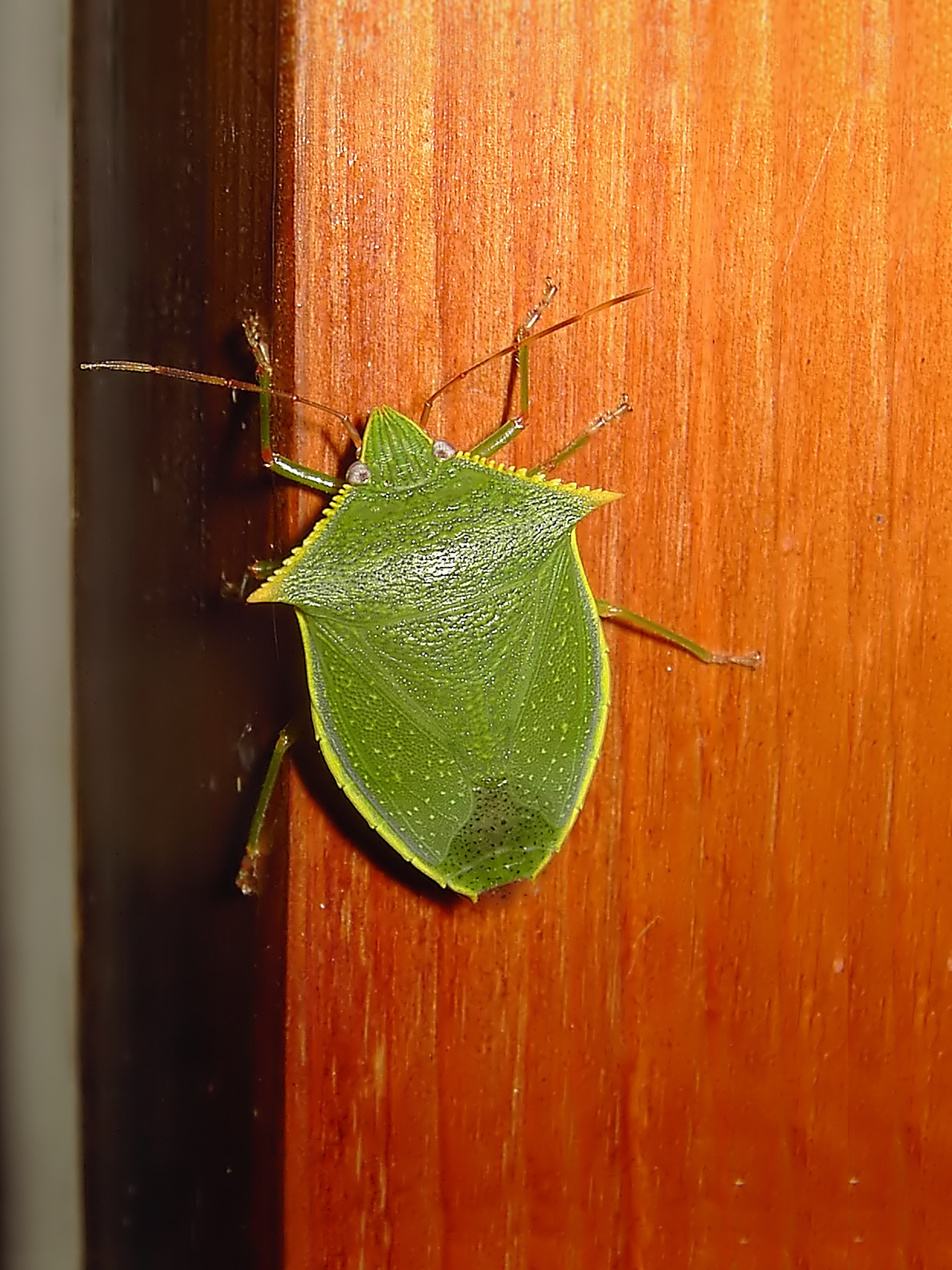
Loxa viridis

In Africa i Pentatomidi sono o sono stati usati a scopo alimentare in Sudafrica e Zimbabwe. Nel Sudafrica è citato da Faure, 1944, l'uso della specie Euchosternum delagorguei presso l'etnia Mapulana con il nome locale di thosono. La cimice era molto apprezzata e si raccoglieva, sfruttando le abitudini gregarie, al tramonto o all'alba nei mesi freddi. Gli insetti erano consumati sia crudi sia dopo cottura. Prima dell'utilizzo è necessaria l'estirpazione della ghiandola odorifera, in quanto il secreto ha effetti caustici sugli occhi. L'uso alimentare sarebbe ancora diffuso, secondo il progetto di ricerca Nutritional and medicinal value of the edible stinkbug, Eucosternum delegorguei, consumed in the Limpopo, Province of South Africa (2003-2005). Documenti risalenti al 1934 citano l'impiego della stessa specie, apprezzata e ricercata, con il nome locale di harugwa anche presso popolazioni indigene dello Zimbabwe. Anche in questo caso si sfruttava l'istinto gregario della specie, che si raccoglieva all'arrivo verso la fine della stagione delle piogge. Il consumo, dopo arrostitura, richiedeva un trattamento preliminare finalizzato all'eliminazione del secreto della ghiandola metatoracica perché sgradevole al palato.
In Asia è citato l'uso di Pentatomidi in India, facenti capo ai generi Bagrada e Erthesina. Inoltre in Asia sono utilizzati a scopo alimentare anche altri Pentatomoidei appartenenti alle famiglie dei Dinidoridae e Tessaratomidae in Cina e Thailandia.